# Katharinenplatz 10 (Mühldorf am Inn)

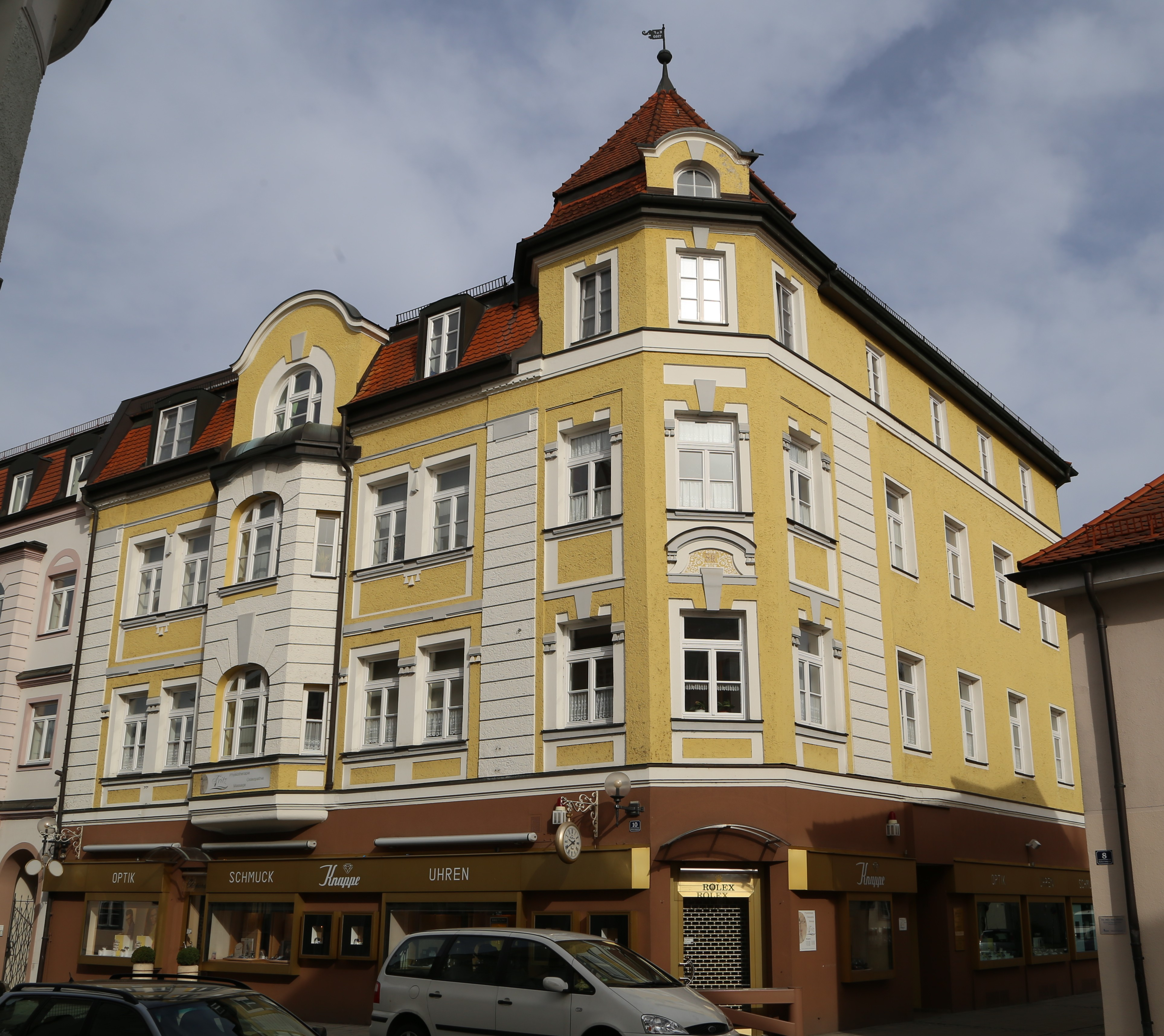
Gebäude Katharinenplatz 10 in Mühldorf am Inn (2016)

Das Gebäude Katharinenplatz 10 in Mühldorf am Inn, einer Stadt im oberbayerischen Landkreis Mühldorf am Inn, wurde Ende des 19. Jahrhunderts errichtet. Das Wohn- und Geschäftshaus ist ein geschütztes Baudenkmal. 
Das dreigeschossige Eckhaus in spätklassizistischen Formen mit Putzgliederungen und Mansardwalmdach hat ein Ecktürmchen mit Zeltdach und Wetterfahne. Der zweigeschossige Erker wird von einem Zwerchhaus abgeschlossen.
Das Erdgeschoss wurde durch den Einbau von Geschäften verändert.